# Inga-Britt Lorentzon
Inga-Britt Lorentzon (Barbro Anita Inga-Britt Lorentzon, geb. Gyborz; * 21. Februar 1936 in Västerås; † 15. Juni 1987 in Olofström) war eine schwedische Hochspringerin und Fünfkämpferin.
Bei den Leichtathletik-Europameisterschaften 1958 in Stockholm kam sie im Fünfkampf auf den 20. Platz. 1960 wurde sie bei den Olympischen Spielen in Rom Sechste im Hochsprung.
1959 sowie 1960 wurde sie schwedische Meisterin im Hochsprung und 1960 im Fünfkampf. Ihre persönliche Bestleistung im Hochsprung von 1,70 m stellte sie am 9. Juli 1960 in Borås auf.
Ihre Tochter Susanne Lorentzon war ebenfalls als Hochspringerin erfolgreich.